# Bruno Vespa
Pour les articles homonymes, voir Vespa  et Vespa  (homonymie).
Bruno Paolo Vespa, né le 27 mai 1944 à L'Aquila (Royaume d'Italie), est un journaliste et animateur de télévision italien.

## Publications
- Uno stadio per Tommaso Fattori, raccolta di testimonianze a cura di, L'Aquila, Penathlon international club, 1966.
- Abruzzo aperto, Roma, Società Autostrade Romane Abruzzesi, 1974.
- A sessant'anni dalla rivoluzione d'ottobre. Speciale TG1, Roma, Ufficio stampa RAI radiotelevisione italiana, a cura di e con Pierantonio Graziani, 1977.
- ...E anche Leone votò Pertini. Cronaca di un settennato incompiuto, di una crisi e di una elezione presidenziale, Bologna, Cappelli, 1978.
- Flash 79, Roma, Cassa di risparmio di Roma, 1980.
- Visita di sua santità Giovanni Paolo II al traforo del Gran Sasso, a cura di, s.l., s.n., 1980.
- Intervista sul socialismo in Europa, Roma-Bari, Laterza, 1980.
- Flash 1980, Roma, Cassa di risparmio di Roma, 1981.
- Italia/Libano. Storia di una spedizione di pace attraverso le testimonianze di corrispondenti giornalistici, a cura di, Roma, Edizioni Fotogramma, 1983.
- Ping pong, S.l., M. Ferri, 1983.
- Marsica 1915, con Placido Arnaldo Panecaldo, Roma, Edizioni Fotogramma, 1984.
- Abruzzo Abruzzi, con Uliano Lucas, Roma, Edizioni Fotogramma, 1986.
- Friuli-Venezia Giulia. Da un secolo all'altro, Roma, Edizioni Fotogramma, 1988.
- Paesi del Gran Sasso, Roma, Edizioni Fotogramma, 1989.
- Veneto. La rinascita, Roma, Edizioni Fotogramma, 1989.
- Telecamera con vista. Da Valpreda a Di Pietro, 25 anni di storia italiana nei retroscena del Telegiornale, Roma, Nuova ERI, 1993,  (ISBN 88-04-37357-1)
- Il cambio. Uomini e retroscena della nuova repubblica, Milano, A. Mondadori, 1994,  (ISBN 88-04-38778-5); 1996,  (ISBN 88-04-40922-3)
- Il duello. Chi vincerà nello scontro finale, Roma-Milano, Nuova ERI-A. Mondadori, 1995,  (ISBN 88-04-40496-5)
- La svolta. Il pendolo del potere da destra a sinistra, Roma-Milano, Nuova ERI-A. Mondadori, 1996,  (ISBN 88-04-41743-9)
- Il Papa eremita. Celestino V e la perdonanza all'Aquila, a cura di, Roma, Edizioni Fotogramma, 1996,  (ISBN 88-86265-02-6)
- Il duello. Storia dello scontro finale, Roma-Milano, Nuova ERI-A. Mondadori, 1997,  (ISBN 88-04-42327-7)
- La sfida. Dal patto alla crisi e oltre, Roma-Milano, Nuova ERI-A. Mondadori, 1997,  (ISBN 88-04-43346-9)
- Luigi Di Bella, Si può guarire? La mia vita, il mio metodo, la mia verità, intervista di, Milano, A. Mondadori, 1998,  (ISBN 88-04-45303-6)
- La corsa. Dopo D'Alema a palazzo Chigi chi salirà al Quirinale, Roma-Milano, Nuova ERI-A. Mondadori, 1998.  (ISBN 88-04-45583-7)
- Dieci anni che hanno sconvolto l'Italia. 1989-2000, Roma-Milano, Nuova ERI-A. Mondadori, 1999,  (ISBN 88-04-47058-5)
- Il superpresidente. Che cosa cambia in Italia con Ciampi al Quirinale, Roma-Milano, Nuova ERI-A. Mondadori, 1999,  (ISBN 88-04-47159-X)
- La corsa. La lunga strada del presidente Ciampi, Roma-Milano, Nuova ERI-A. Mondadori, 1999,  (ISBN 88-04-47195-6)
- Scontro finale. Chi vincerà l'ultimo duello, Roma-Milano, Nuova ERI-A. Mondadori, 2000,  (ISBN 88-04-48169-2)
- La scossa. Il cambiamento italiano nel mondo che trema, Roma-Milano, Nuova ERI-A. Mondadori, 2001,  (ISBN 88-04-48952-9)
- Scontro finale. Ultimo atto, Roma-Milano, Nuova ERI-A. Mondadori, 2001,  (ISBN 88-04-49520-0)
- Verdi e l'Arena, a cura di, Roma, Edizioni Fotogramma, 2001.
- Rai, la grande guerra. 1962-2002. Quarant'anni di battaglie a Viale Mazzini, Roma-Milano, Nuova ERI-A. Mondadori, 2002,  (ISBN 88-04-50932-5)
- La Grande Muraglia. L'Italia di Berlusconi, l'Italia dei girotondi, Roma-Milano, Nuova ERI-A. Mondadori, 2002,  (ISBN 88-04-50992-9)
- Il Cavaliere e il Professore. La scommessa di Berlusconi, il ritorno di Prodi, Roma-Milano, Nuova ERI-A. Mondadori, 2003,  (ISBN 88-04-51798-0)
- Cinquant'anni. Il miracolo del Friuli. 1953-2003 premio del lavoro e del progresso economico, Udine-Roma, Camera di commercio, industria, artigianato e agricoltura-Edizioni Fotogramma, 2003.
- Storia d'Italia da Mussolini a Berlusconi. 1943: l'arresto del duce, 2005: la sfida di Prodi, Roma-Milano, Nuova ERI-A. Mondadori, 2004,  (ISBN 88-04-53484-2)
- Vincitori e vinti. Le stagioni dell'odio. Dalle leggi razziali a Prodi e Berlusconi, Roma-Milano, Nuova ERI-A. Mondadori, 2005,  (ISBN 88-04-54866-5)
- La sfida cinese, Roma, Edizioni Fotogramma, 2005.
- L'Italia spezzata. Un paese a metà tra Prodi e Berlusconi, Roma-Milano, Nuova ERI-A. Mondadori, 2006,  (ISBN 88-04-56006-1)
- Veneto. Una favola nel mondo, a cura di, Roma-Vicenza, Edizioni Fotogramma-Banca popolare di Vicenza, 2006.
- L'amore e il potere. Da Rachele a Veronica, un secolo di storia italiana, Roma-Milano, Nuova ERI-A. Mondadori, 2007,  (ISBN 978-88-04-57268-8)
- Viaggio in un'Italia diversa, Roma-Milano, Nuova ERI-A. Mondadori, 2008,  (ISBN 978-88-04-58311-0)
- 1938. Leggi razziali, una tragedia italiana. 70º anniversario, a cura di e con Marcello Pezzetti, Roma, Gangemi, 2008,  (ISBN 978-88-492-1585-4)
- Donne di cuori. Da Cleopatra a Carla Bruni. Da Giulio Cesare a Berlusconi, Roma-Milano, Nuova ERI-A. Mondadori, 2009,  (ISBN 978-88-04-59362-1)
- Auschwitz-Birkenau, a cura di e con Marcello Pezzetti, Roma, Gangemi, 2010,  (ISBN 978-88-492-1842-8)
- Nel segno del cavaliere. Silvio Berlusconi, una storia italiana, Roma-Milano, Rai Eri-Mondadori, 2010,  (ISBN 978-88-04-60189-0)
- Il cuore e la spada. Storia politica e romantica dell'Italia unita 1861-2011, Roma-Milano, Rai Eri-Mondadori, 2010,  (ISBN 978-88-04-60334-4)
- Veneto. Il vino, la vita. Veneto. Wine is life, a cura di, Roma, Edizioni Fotogramma, 2010.
- Questo amore. Il sentimento misterioso che muove il mondo, Roma-Milano, Rai Eri-Mondadori, 2011,  (ISBN 978-88-04-61370-1)
- I teatri della Serenissima, Roma-Vicenza, Fotogramma-Banca popolare di Vicenza, 2011.
- I ghetti nazisti, a cura di e con Marcello Pezzetti e Sara Berger, Roma, Gangemi, 2012,  (ISBN 978-88-492-2311-8)
- Vino & cucina. 100 ricette della tradizione italiana abbinate a 200 dei nostri migliori vini, con Antonella Clerici, Roma-Milano, Rai Eri-Mondadori, 2012,  (ISBN 978-88-04-62037-2)
- Il Palazzo e la Piazza. Crisi, consenso e protesta da Mussolini a Beppe Grillo, Roma-Milano, Rai Eri-Mondadori, 2012,  (ISBN 978-88-04-62300-7)
- Sale, zucchero e caffè. L'Italia che ho vissuto da nonna Aida alla Terza Repubblica, Roma-Milano, Rai Eri-Mondadori, 2013,  (ISBN 978-88-04-63352-5)
- Italiani voltagabbana. Dalla prima guerra mondiale alla Terza Repubblica sempre sul carro dei vincitori, Roma-Milano, Rai Eri-Mondadori, 2014,  (ISBN 978-88-04-64589-4)
- La signora dei segreti. Il romanzo di Maria Angiolillo. Amore e potere nell'ultimo salotto d'Italia, con Candida Morvillo, Milano, Rizzoli, 2015,  (ISBN 978-88-17-08231-0)
- Donne d'Italia. Da Cleopatra a Maria Elena Boschi. Storia del potere femminile, Roma-Milano, Rai Eri-Mondadori, 2015,  (ISBN 978-88-04-65812-2)
- Soli al comando. Da Stalin a Renzi, da Mussolini a Berlusconi, da Hitler a Grillo. Storia, amori, errori, Roma-Milano, Rai Eri-Mondadori, 2017 (ISBN 978-88-046-8178-6)
- Rivoluzione. Uomini e retroscena della Terza Repubblica, Roma-Milano, Rai Eri-Mondadori, 2018 (ISBN 978-88-0470-704-2)
- Luna. Cronaca e retroscena delle missioni che hanno cambiato per sempre i sogni dell'uomo, Roma, Rai Libri, 2019 (ISBN 978-88-397-1772-6)
- Perchè l'Italia diventò fascista (e perché il fascismo non può tornare), Roma-Milano, Rai Libri-Mondadori, 2019 (ISBN 978-88-047-1874-1)
- Bellissime! Le donne dei sogni italiani dagli anni '50 a oggi, Roma, Rai Libri, 2020 (ISBN 978-88-397-1799-3)